# Sebastián Cordero
Pour les articles homonymes, voir Cordero.
Sebastián Cordero est un réalisateur équatorien né le 23 mai 1972 à Quito.

## Biographie

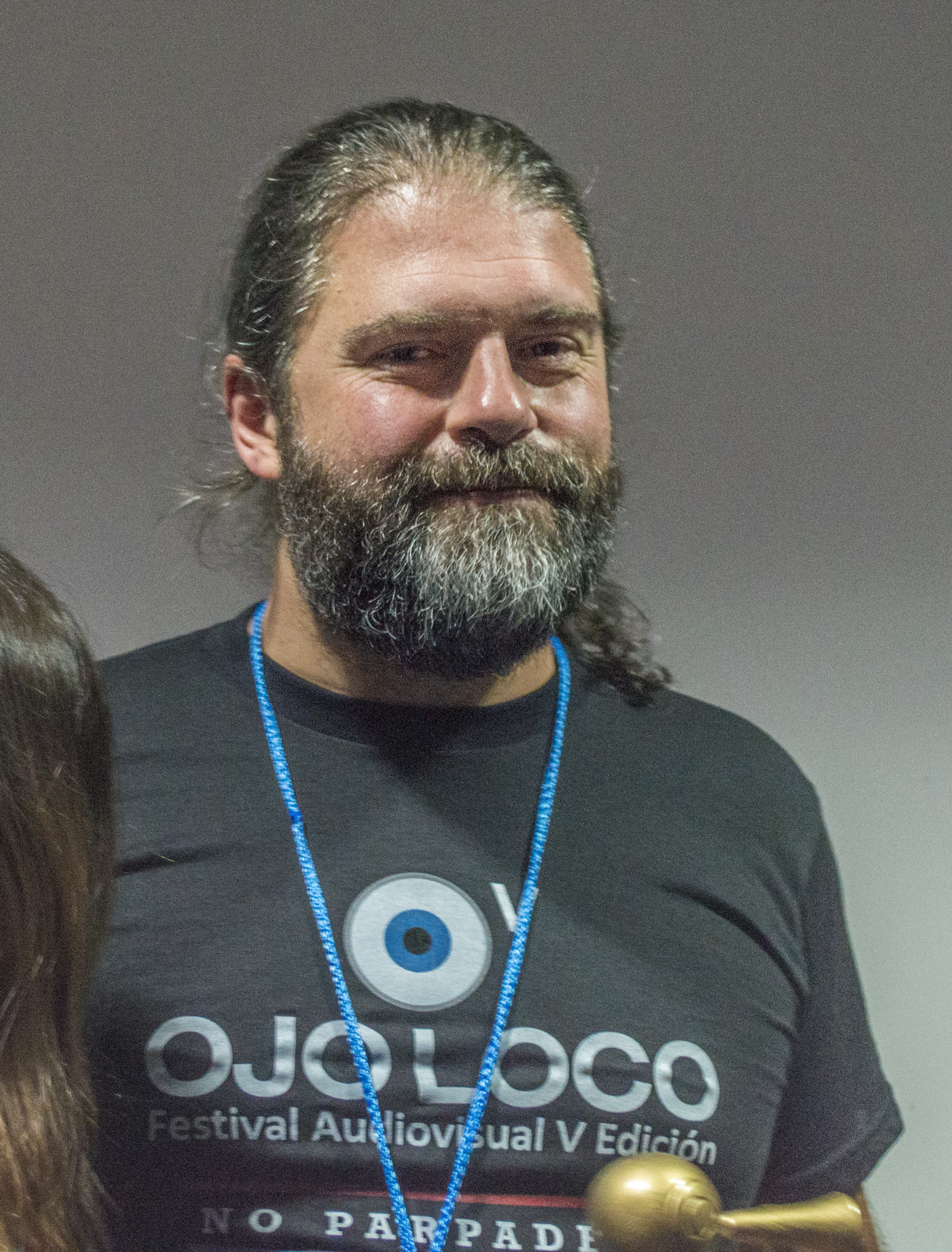
Sebastián Cordero

## Filmographie
- 1999 : Ratas, ratones, rateros
- 2004 : Investigations (Crónicas)
- 2009 : Rabia (es)
- 2013 : Europa Report
- 2016 : Sin muertos no hay carnaval (es)
- 2023 : Al otro lado de la niebla